# Andrei Sergejewitsch Faminzyn

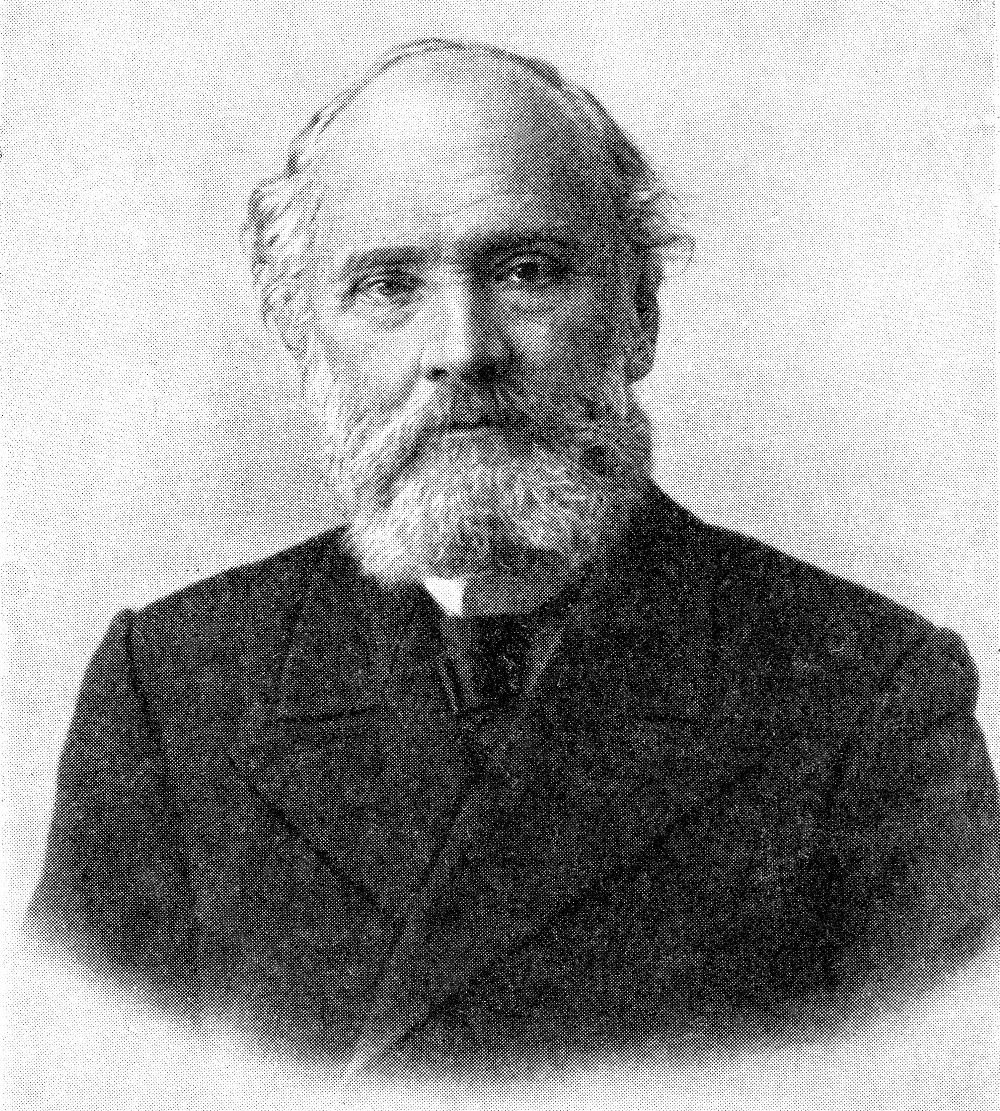
Andrei Sergejewitsch Faminzyn

Andrei Sergejewitsch Faminzyn, auch Faminzin, Famintsyn oder Famintzin (russisch Андрей Сергеевич Фаминцын; 17. Junijul. / 29. Juni 1835greg. in Sokolniki bei Moskau; † 8. Dezember 1918 in Petrograd), war ein russischer Biologe und Pflanzenphysiologe.

## Leben
Faminzyn studierte von 1853 bis 1857 an der Universität Sankt Petersburg Naturwissenschaft. Schon während seines Studiums lag sein besonderes Interesse an der Physiologie niederer Pflanzenarten, weshalb er nach der Beendigung seines Studiums die auf diesem Gebiet forschenden Spezialisten Gustave Thuret in Antibes am Mittelmeer und Anton de Bary in Freiburg im Breisgau zur Vertiefung seiner Kenntnisse auf diesem Gebiet besuchte. Neueste Methoden zur Bestimmung analytischer und physiologischer Chemie eignete er sich bei Bunsen und Kirchhoff in Heidelberg und Lambert von Babo ebenfalls Freiburg im Breisgau an.
1861 zurück in St. Petersburg unterrichtete Famintsyn am botanischen Lehrstuhl der Universität zunächst als Magister, ab 1863 als Dozent und Doktor der Botanik und schließlich ab 1867 als Professor Pflanzenanatomie und Pflanzenphysiologie. Parallel zu seinen Vorlesungen unternahm er Kulturversuche mit isolierten Flechtensamen, mit denen er erfolgreich nachweisen konnte, dass sie sich als Partner von Algen und Chloroplastida als symbiotische Lebensformen eigneten.
Seit 1878 als Adjunkt und 1884 als außerordentliches Mitglied der Akademie der Wissenschaften verbunden, gründete Famintsyn 1890 an der Akademie das namhafte Kabinett für Anatomie und Physiologie der Pflanzen, da er schon 1889 aus Protest wegen der Einführung eines Polizieregimes St. Petersburg verlassen hatte. Als Vorsitzender und ordentliches Mitglied der Akademie leitete er ab 1901 bis zu seinem Tod dieses Institut.
Dieser Umbruch in seinem Leben hinderte Faminzyn aber nicht daran seine Forschungen zu unterbrechen. Mit seinen Experimenten mit Zoochlorellen und mit Plastiden grüner Pflanzen in den 1890er Jahren entwickelte er eine neue Evolutionstheorie mit dem Nachweis einer Höherentwicklung durch die Symbiogenese. Ein weiterer Schwerpunkt seiner Forschungen bildeten Untersuchungen der Photosynthese und zum Stoffwechsel auf Pflanzen und wies die Kohlendioxid-Assimilation der Stärkebildung auch bei künstlicher Beleuchtung nach.
Mit seinen Experimenten, Lehrbüchern und Laboratorien verdankt nicht nur Russland bedeutende Beiträge zur Pflanzenphysiologie und Mikrobiologie, sondern auch die gesamte wissenschaftliche Floristik in anderen Ländern. Dazu gingen aus der Schule Faminzyns bedeutende Wissenschaftler wie zum Beispiel Iwan P. Borodin, Dmitri Iossifowitsch Iwanowski, Dmitrij N. Neljubow, Kliment Arkadjewitsch Timirjasew, Michail Zwet, Sergei Nikolajewitsch Winogradski und andere hervor.
Sein jüngerer Bruder ist der Komponist Alexander Sergejewitsch Faminzyn (1841–1896).

## Veröffentlichungen
- Die Wirkung des Lichtes auf das Ergrünen der Pflanzen; St. Petersburg, 1855
- Zur Entwicklungsgeschichte der Gonidien und Zoosporenbildung der Flechten (in Verbindung mit Voranetzky, Petersburg 1867)
- Beitrag zur Keimblattlehre im Pflanzenreiche; ebd. 1876
- Embryologische Studien; ebd. 1879
- Studien über Krystalle und Krystallite; ebd. 1884
- Beitrag zur Symbiose von Algen und Tieren; ebd. 1889
- Übersicht über die Leistungen auf dem Gebiete der Botanik in Rußland während des 1.1890/91; deutsch, Petersburg, 1892/93
- Untersuchungen über das Reifen der Trauben